# Mellemamerikas Forenede Stater
Mellemamerikas Forenede Stater var et land der blev dannet i Mellemamerika i 1823, som en føderal republik med USA som forbillede. Landet var også kendt som Mellemamerikas Forenede Provinser, samt, jf. dets forfatning fra 1824, Mellemamerikas Føderation (på spansk: Federación de Centroamérica).
Den Mellemamerikanske føderation bestod af staterne Guatemala, El Salvador, Honduras, Nicaragua, Costa Rica og Chiapas. I 1830'erne kom dannedes fra dele af Guatemala og Chiapas yderligere en stat, Los Altos, med hovedstad i Quetzaltenango og dækkende dele af hvad der i dag er Guatemalas vestlige højland og den mexicanske stat Chiapas.
I 1841 opløstes unionen efter en række krige og staterne blev selvstændige lande: Guatemala, El Salvador, Honduras, Nicaragua, Costa Rica og Chiapas blev en del af Mexico.

## Regeringsledere
Politiske ledere:
- Gabino Gaínza (1821-1822)
- Vicente Filisola (1823)

Første regering (1823):
- Pedro José Antonio Molina Mazariegos
- Antonio Rivera Cabezas
- Juan Vicente Villacorta Díaz

Andre regering (1823-1824):
- Tomás Antonio O’Horan y Argüello
- José Santiago Milla Pineda Arriaga
- Juan Vicente Villacorta Díaz

Tredje regering (1824):
- Tomás Antonio O’Horan y Argüello
- Juan Vicente Villacorta Díaz
- José Cecilio del Valle

Fjerde Regering (1824):
- Tomás Antonio O’Horan y Argüello
- José Cecilio del Valle
- Manuel José Arce y Fagoaga

Femte regering (1824-1825):
- Tomás Antonio O’Horan y Argüello
- José Cecilio del Valle
- José Manuel de la Cerda y Aguilar

Præsidenter:
- Manuel José Arce y Fagoaga (1825-1829)
- José Francisco Barrundia y Cepeda (1829-1830) (Indsat efter Fagoaga sin avgang, ikke folkevalgt.)
- Francisco Morazán Quesada (1830-1834)
- José Gregorio Salazar (1834-1835)
- Francisco Morazán Quesada (1835-1839)
- Diego Vigil (1839) (Fungerende præsident, aldrig taget i ed)

14°37′00″N 90°31′00″V / 14.616666666667°N 90.516666666667°V